# Иаков Серугский
Иаков Серугский (сир. ܝܥܩܘܒ ܣܪܘܓܝܐ, Yaʿqûḇ Srûḡāyâ; также читается как Серуг или Саруг; 451 — 29 ноября 521), также Мар Иаков, один из подвижников сирийской поэзии и богословия, уступающему по значимости разве что своему предшественнику Ефрему Сирину, которого называли 'Духовной арфой', тогда как Иаков был прозван 'Духовной флейтой'. Автор более семисот гомилий или mêmrê (ܡܐܡܖ̈ܐ), из которых опубликованы только 225.

## Жизнь
Иаков родился в середине V столетия н. э. в деревне Куртам на Евфрате, в древней области Серуг, восточной части провинции Коммагенского царства (современная область Турции Суруч и Биреджик). Получил образование в знаменитой Эдесской школе и вернулся в Серуг хорепископом в сельскую церковь в Хауре (ܚܘܪܐ, Ḥaurâ). Его служение совпало по времени с тяжелыми гонением на христиан Месопотамии из-за войны Сасанидского шаха Кавада I с Римской империей. После захвата 10 января 503 года значительных территорий христиане планировали покинуть свои дома и двигаться на запад Евфрата. Благодаря письмам Иакова они укрепились в вере и бесстрашии.
В 519 году Иаков был рукоположен во епископа Батнан д-Сруг (ܒܛܢܢ ܕܣܪܘܓ, Baṭnān d-Srûḡ), главного города области. Так как Иаков родился в годы халкидонского собора, он жил во времена церковного раскола в Византийской империи, что привело к отделению Сирийской церкви от Восточного христианства. Несмотря на жёсткие антихалкидонские преследования к концу жизни Якова, он оставался удивительно спокоен относительно богословских и политических разногласий. Однако во время давления Павла, епископа Эдессы, только он открыто высказывал недовольствие Халкидоном.

## Работы
Его знаменитейшей работой стали Гомилии. До нас дошло более семисот. Только некоторые из них переведены на современные языки и опубликованы. На русском языке наиболее известен «Гимн Богоматери».
Из многочисленных прозаических произведений Иакова интересны его письма, которые проливают свет на события того времени, демонстрируют его приверженность миафизитской доктрине, боровшейся за превосходство в Сирийских церквях епископства Эдесса, сопротивляясь учению Нестория.